# Atentado de Mastung de 2023
El 29 de septiembre de 2023, se produjo un atentado suicida con bomba en el distrito de Mastung, en la provincia de Baluchistán, Pakistán, durante la procesión principal de la festividad islámica de Mawlid, que conmemora el cumpleaños del profeta Mahoma. La explosión, que tuvo lugar cerca de una mezquita, provocó un número significativo de víctimas, con al menos 60 muertos y entre 50 y 70 heridos. Entre los fallecidos se encontraba el superintendente adjunto de policía de Mastung, Nawaz Gashkori. El incidente se encuentra actualmente bajo investigación.

## El atentado
La explosión se produjo muy cerca de la mezquita de Medina, donde las personas se congregaban para la procesión religiosa. Las autoridades encargadas de hacer cumplir la ley sospechan que se trató de un ataque suicida deliberado contra la reunión religiosa, y agregaron que el perpetrador se hizo estallar cerca del vehículo del superintendente adjunto de la policía, Nawaz Gishkori.
En respuesta, la zona fue acordonada por las fuerzas del orden y las víctimas fueron transportadas a instalaciones médicas cercanas. Se declaró emergencia en los hospitales para garantizar una asistencia médica eficaz a los heridos.

## Víctimas
Se notificaron al menos 60 muertes, incluidos niños. Además, un número considerable de personas resultaron heridas, y los informes indican entre 50 y 70 heridos.
Entre las víctimas de la explosión se encontraba Gashkori y otro alto oficial de policía. Un número considerable de heridos se encontraban en estado crítico.

## Responsabilidades
Tras la explosión, los funcionarios provinciales declararon el estado de emergencia. Se enviaron equipos de rescate a Mastung y los heridos graves fueron transportados a Quetta para recibir atención médica. Los vídeos que circulan en las redes sociales muestran a los heridos siendo rescatados y asistidos tanto por personal de emergencia como por personas locales.